# 约瑟菲娜·厄奎斯特
约瑟菲娜·厄奎斯特（瑞典語：Josefine Öqvist，1983年7月23日—），瑞典女子足球运动员。她曾代表瑞典参加2003年和2011年国际足联女子世界杯。她也曾参加2004年和2008年夏季奥林匹克运动会。